# Yachimata

Yachimata (八街市 Yachimata-shi)  é uma cidade japonesa localizada na província de Chiba.
Em 2003 a cidade tinha uma população estimada em 75 095 habitantes e uma densidade populacional de 1 003,01 h/km². Tem uma área total de 74,87 km².
Recebeu o estatuto de cidade a 1 de Abril de 1992.